# Hyalonema aequatoriale
Hyalonema aequatoriale är en svampdjursart som först beskrevs av Lendenfeld 1915.  Hyalonema aequatoriale ingår i släktet Hyalonema och familjen Hyalonematidae. Inga underarter finns listade i Catalogue of Life.